# Dezumanizat
Dezumanizat (în japoneză 人間失格, transliterat: Ningen Shikkaku), tradus, de asemenea, ca Decădere umană, este un roman din 1948 al scriitorului japonez Osamu Dazai. Romanul narează povestea unui tânăr incapabil de a-și arăta natura sa adevărată altora, și care face bufonerii pentru a o ascunde. Mai târziu în carte, ajunge la o viață de alcoolic și abuz de droguri înainte de dispariția sa finală. Titlul original se traduce ca „Descalificat ca ființă umană”. Cartea a fost publicată la o lună după sinuciderea lui Dazai la vârsta de 38 de ani. Dezumanizat este considerat un clasic al literaturii japoneze postbelice și capodopera lui Dazai. Carte are o popularitate deosebită printre cititorii tineri și este considerată al doilea cel mai bine vândut roman al editurii Shinchōsha după Kokoro al lui Natsume Sōseki.